# Marktstraße 7 (Quedlinburg)

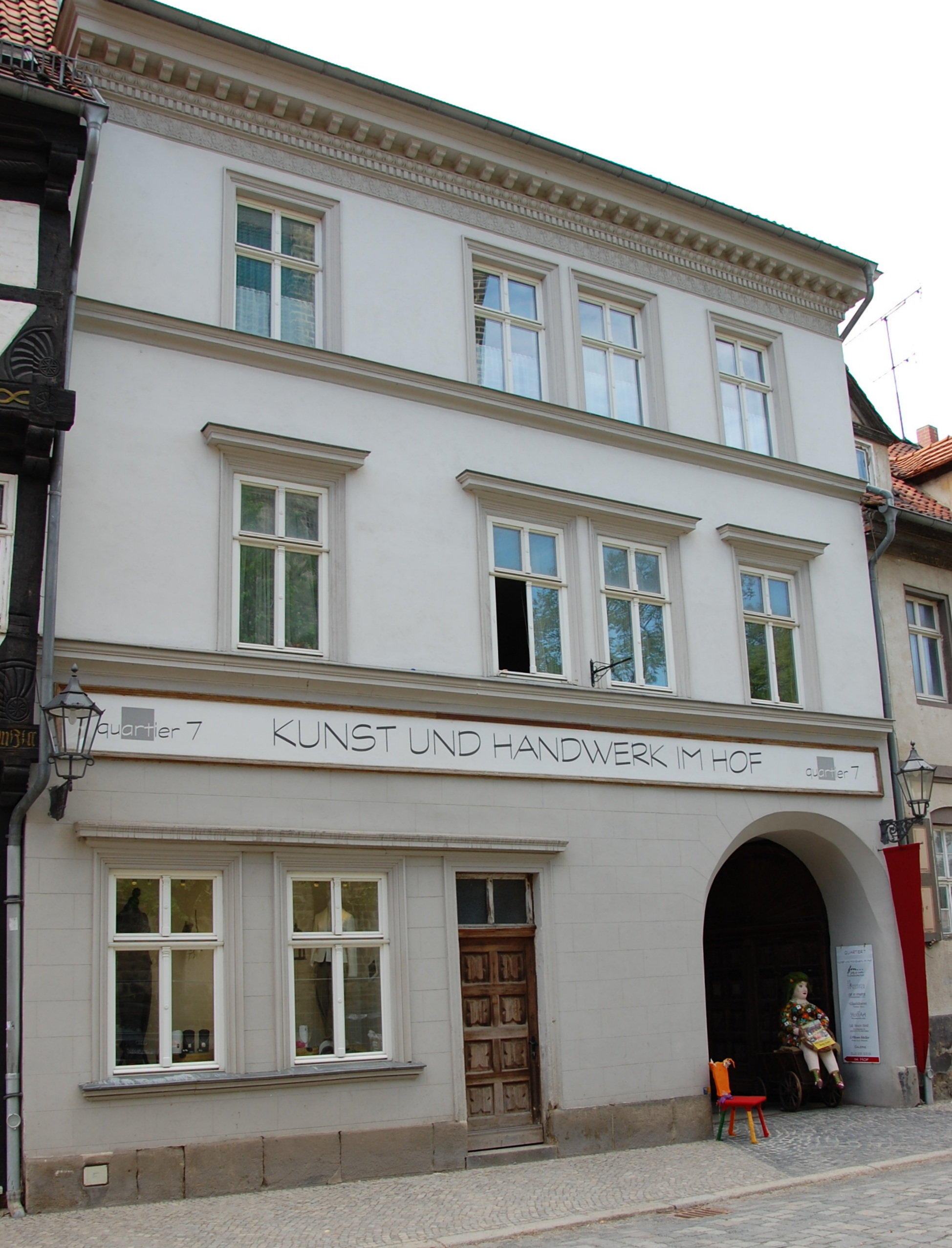
Haus Marktstraße 7

Das Haus Marktstraße 7 ist ein denkmalgeschütztes Gebäude in der Stadt Quedlinburg in Sachsen-Anhalt. 

## Lage
Es befindet sich in der historischen Quedlinburger Altstadt nördlich des Marktplatzes der Stadt. Das Haus gehört zum UNESCO-Weltkulturerbe und ist im Quedlinburger Denkmalverzeichnis als Bürgerhof eingetragen.

## Architektur und Geschichte
Das dreigeschossige Fachwerkhaus geht in seinem Kern vermutlich auf die Zeit um 1600 zurück. Sowohl die in der Nordseite des Hauses befindliche, als Rundbogen ausgeführte Tordurchfahrt, als auch die Anordnung der Fenster weist auf eine solche Entstehungszeit hin. Die Fassade ist im Stil des Spätklassizismus verputzt, wobei das verzierte Traufgebälk markant blieb. Im 19. Jahrhundert erfolgte ein Umbau des Hofs.
Hofseitig besteht ein langgestreckter ebenfalls in Fachwerkbauweise errichteter Hofflügel.
Derzeit (Stand 2017) befinden sich im Anwesen 6 Künstler und Kunsthandwerker (Glasbläserei, Filzerei, Keramikwerkstatt, Schmuckwerkstatt, Papierwerkstatt und Modeatelier) sowie eine Kleinkunstbühne.